# Aremark
Aremark és un municipi situat al comtat d'Østfold, Noruega. Té 1.404 habitants (2016) i té una superfície de 319 km². El centre administratiu del municipi és el poble de Fosby.

## Informació general
Aremark va ser establert com a municipi l'1 de gener de 1838.

### Nom
El nom d'aquest municipi en nòrdic antic era Aramörk. El primer element és el cas genitiu del nom del llac Ari (ara Aremarksjøen). El nom Ari significa «àguila» i mark significa «bosc».

### Escut d'armes
L'escut d'armes li va ser concedit el 7 de novembre de 1986. Aquest escut mostra dues ants de color blau sobre un fons platejat. L'ant va ser escollit a causa dels grans boscos i els molts animals de la zona.

## Economia
L'economia es basa principalment en l'agricultura i la silvicultura.

## Cultura
Cada dos anys a Aremark hi ha un festival anomenat Elgfestivalen («Festival de l'Ant») en una àrea festiva del campament Kirkeng. Aquest festival se celebra des del setembre del 1998 i dura un cap de setmana.
Aremark ha aparegut en diverses pel·lícules i en la televisió. Les pel·lícules noruegues Folk flest bor i Kina («Molta gent viu a la Xina») i Celofan van ser les dues filmades al municipi. L'espectacle Farmen es filma al Bøensæther husmannsplass, prop de Marker.

## Ciutats agermanades
Aremark manté una relació d'agermanament amb les següents localitats:
- - Dzērbene, Raion de Cēsu, Letònia